# Estación de Redondela de Galicia
Estación de Redondela de Galicia vasútállomás Spanyolországban, Redondela településen.

## Vasútvonalak
Az állomást az alábbi vasútvonalak érintik:
- Redondela-Santiago de Compostela-vasútvonal
- Monforte de Lemos–Redondela-vasútvonal

## Kapcsolódó állomások
A vasútállomáshoz az alábbi állomások vannak a legközelebb:
- Estación de Vigo-Guixar
- Estación de Louredo-Valos
- Estación de Redondela-Picota